# اوندری ریگو
اُندرِی ریگو (اسلواکی: Ondrej Rigo; ۱۷ دسامبر ۱۹۵۵ – ۱۴ ژوئن ۲۰۲۲) قاتل زنجیره‌ای اهل کشور اسلواکی بود. از سال ۱۹۹۰ تا ۱۹۹۲ زنان را در براتیسلاوا، مونیخ و آمستردام هدف قرار داد. او به خاطر ۹ قتل و یک اقدام به قتل در زندان لئوپولدوف در اسلواکی تا زمان مرگ به سر برد. ریگو به یک اختلال شخصیت اسکیزوئید و یک اختلال شخصیت ضداجتماعی و همچنین مرده‌خواهی (نِکروفیلی) مبتلا بود و از رابطهٔ جنسی با زنانی که سرشان مثله شده بود لذت می‌برد. ریگو فعال‌ترین و کشنده‌ترین قاتل زنجیره‌ای در تاریخ نوین کشور اسلواکی است.